# Oldsmobile Regency
Der Oldsmobile Regency war ein PKW der Oberklasse, der nur in den Modelljahren 1997/1998 von Oldsmobile, einer Marke von General Motors, gebaut wurde. Er war der Nachfolger des Modells 98. Vom Aurora, der – ebenfalls Nachfolger des Modells 98 – geringfügig größer war, unterschied er sich im Wesentlichen durch sein traditionelles, stark an den 98 angelehntes Styling und den kleineren V6-Motor.
Er war mit einem V6-Motor mit 3785 cm³ Hubraum ausgestattet, der 205 bhp (151 kW) bei 5200 min−1 abgab. Über ein vierstufiges Automatikgetriebe Hydra-Matic 4T65-E wurde die Motorkraft an die Vorderräder weitergeleitet. Der Regency war ausschließlich als viertürige Limousine mit sechs Sitzplätzen erhältlich.
1998 wurde der Regency ohne große Veränderungen weiterproduziert. Im Folgejahr entfiel er ersatzlos.